# Artūras Šulcas
Artūras Šulcas (dt. Schulz; * 8. September 1957 in Kriokiškiai, Rajongemeinde Šilutė) ist ein litauischer Politiker und war Vizebürgermeister von Klaipėda.

## Leben
1980 absolvierte Šulcas das Studium an der Fakultät für Theater in Klaipėda der LMTA und wurde Regisseur.
Er arbeitete als Reporter im Verlag UAB „Brolių Tomkų leidykla“ und Administrator im Unternehmen UAB „Poilsio parkas“. Danach war er Direktor von VšĮ „Jūros šventė“, Moderator von TV „Balticum“, von 2008 bis 2010 stellv. Leiter des Bezirks Klaipėda. Von 2011 bis 2019 war er stellvertretender Bürgermeister von Klaipėda. Er ist auch Direktor des liberalen Vereins VO „Liberalios reformos“.
Seit 2006 ist Šulcas Mitglied von Lietuvos Respublikos liberalų sąjūdis.
Šulcas ist verheiratet. Mit seiner Frau Daiva hat eine Tochter und einen Sohn.